# Lepidonotus stellatus
Lepidonotus stellatus är en ringmaskart som beskrevs av Baird 1865. Lepidonotus stellatus ingår i släktet Lepidonotus och familjen Polynoidae. Inga underarter finns listade i Catalogue of Life.